# Kitwe
Kitwe, ook wel Kitwe Nkana of 'Nkana Kitwe genoemd, is een stad in de noordelijke Zambiaanse provincie Copperbelt.
 Volgens de volkstelling van 2010 (voorlopige resultaten) telde Kitwe 553.000 inwoners, waarmee het na Lusaka de tweede stad van het land is. In 2018 telde de bevolking ongeveer 692.000 personen. In de agglomeratie Kitwe-Ndola wonen naar schatting 1,3 miljoen mensen. 
Kitwe ligt op en hoogte van ongeveer 1200 meter en is het belangrijkste mijnbouw- en industriecentrum in het Zambiaanse deel van de kopergordel. De stad werd zwaar getroffen door de val van de koperprijs in de jaren 1990, waardoor veel inwoners tot de bedelstaf vervielen. 

## Geschiedenis
Kitwe werd in 1936 gesticht toen door noord- en centraal Zambia een spoorweg werd aangelegd door de onderneming van Cecil Rhodes. Aanvankelijk was het een plaats met een ondersteunende functie voor het groeiende kopermijncentrum Nkana. De kopermijnen maakten Nkana tot het dominante centrum van de regio; Kitwe groeide langzamer in grootte en betekenis om daarna Nkana voorbij te streven als belangrijkste centrum. De spoorweg van de Rhodesia Railways bereikte de stad in 1937, en leverde passagiersdiensten naar Bulawayo in het zuiden, met een verbinding naar Kaapstad. De lijn werd doorgetrokken naar de Democratische Republiek Kongo, en aangesloten op de Benguela-spoorweg naar de Atlantische havenstad Lobito, via welke een deel van Zambia's koper werd geëxporteerd. Tegenwoordig (2019) is het gedeelte door de DR Kongo van deze lijn niet in gebruik. 

## Economie
Kitwe is door de aanwezigheid van het Nkana-mijncomplex het belangrijkste centrum van de koperwinning in Zambia. De daling van koperprijzen in de jaren 1990 op de wereldmarkt heeft de stad zwaar getroffen. De mensen verarmden en gingen deels weer zelfvoorzienend leven, op deels vervuilde grond. De watervoorziening haperde, door niet-gerepareerde leidingbreuken ging 60 % van het water verloren en verslechterde ook de kwaliteit van het overblijvende water. United Nations Human Settlements Programme (UN-HABITAT) startte hierop een verbeterproject. Sinds de privatisering van de kopermijnen en van Chambeshi Metals gaat het weer beter. In het zuiden van de stad liggen vindplaatsen van edelstenen. 
Kitwe is een arbeidersstad. In 1936 gesticht als mijnwerkersdorp, kreeg het in 1966 stadsrechten. Het Zambia Institute for Technology en het Zambia Chamber of Mines zijn hier gevestigd. De industrie in Kitwe bestaat verder uit elektrotechniek (Electrical Instrumentation Services Limited), bouwnijverheid, metaalbewerking, en de productie van kunststoffen en meubels. Ook worden er edelstenen verwerkt en sieraden gemaakt, en agrarische producten verwerkt.
Op de Chisokone-markt bieden talrijke handelaren hun waren aan. Het aanbod bestaat onder andere uit levensmiddelen, huishoudelijke artikelen en zelfgemaakte traditionele geneesmiddelen.

##### Toerisme
Zeven kilometer ten westen van de stad ligt het Mindolo-stuwmeer, negen kilometer in de richting van Ndola bevinden zich de kleine Makwera-watervallen en een meer. Voor de weinige toeristen die naar Kitwe komen, zijn er enkele lodges en een hotel.

##### Verkeer
Kitwe ligt aan de T-3, die van Chingola naar Ndola verloopt. De luchthaven, Southdowns Airport met een baan van 2000 meter lengte, wordt sinds 2009 niet meer regelmatig gebruikt. Het vliegveld van Ndola ligt 60 km naar het zuidoosten en heeft commerciële vliegverbindingen met Lusaka, Solwezi, Addis Ababa, Nairobi, en Johannesburg.

## Gezondheid en cultuur
De stad beschikt over drie ziekenhuizen en een theater (Kitwe Little Theater). 

## Onderwijs
Als openbare onderwijsinstellingen zijn aanwezig de Copperbelt University, enkele hogere beroepsopleidingen, onder andere voor onderwijzers, en de internationale Lechwe School.
Verder is er het Mindolo Ecumenical Centre, een christelijk vormingscentrum met bibliotheek, lesruimtes, eetzaal en verblijfsmogelijkheid voor docenten en cursisten.

## Geboren in Kitwe
- Denise Scott Brown (* 1930) - architect
- Frederick Chiluba (1943–2011) - van 1991 tot 2002 de tweede president van Zambia
- Isaac Chansa (* 1984) - voetballer
- Jacob Mulenga (* 1984) - voetballer
- Dennis Bots (* 1974) - Zambiaans/Nederlands televisieregisseur.
- Edsard Schlingemann (1967-1990) - Nederlands zwemmer